# NGC 3764
NGC 3764 é uma galáxia  localizada na direcção da constelação de Leo. Possui uma declinação de +17° 53' 21" e uma ascensão recta de 11 horas, 36 minutos e 54,5 segundos.
A galáxia NGC 3764 foi descoberta em 20 de Abril de 1862 por Heinrich Louis d'Arrest.